# Université Pierre Mendès France
Université Pierre Mendès France, lub Université Grenoble 2 – francuska szkoła wyższa, znajdująca się w Grenoble. Prowadzi studia na kierunkach takich jak filozofia, historia, historia sztuki, muzykologia, prawo, ekonomia, geografia społeczna i studia urbanistyczne. Patronem uczelni jest były francuski premier, Pierre Mendès France.